# Erateina meduthina
Erateina meduthina är en fjärilsart som beskrevs av Druce 1892. Erateina meduthina ingår i släktet Erateina och familjen mätare. Inga underarter finns listade i Catalogue of Life.